# イドーラ
| 職業       | 絶対神             |
| 好きなもの | 目新しく珍しい生物 |
| 嫌いなもの | 不明               |
| 趣味       | 魂の改造           |
| 能力数     | 980澗              |
| 記念日     | GT298.753.2958     |

創造神地球の全ての命の母と呼ばれる希代豊饒の女神。別名「生と死の女主人」「夢の魔女」「ヴァリルベールの弩屍汊」
宇宙が誕生する前からイドーラは既に存在していた。
この数千兆年間、時間の流れとともに、イドーラは変化からあらゆる特殊な能力を得た。
イドーラは周りの生物を吸い込むことでこれらの特性を自分のものにし、絶対服従の配下にする能力も備えている。
取り込まれると信者となり本体と意識を共有でき、イドーラと融合することで信者は永遠の命を獲得できる。
彼女は普段自分の本体を別次元に隠し、召喚された信者のみ別次元に隠された彼女の真の姿を見ることができる。
時間や空間の操作も可能で好きな時間好きな場所に移動することが出来る。
また、定められている全ての法則に関与できるので、イドーラが否定したものはまるで最初から存在しなかったもののように扱えるということ、イドーラが思う正しい形で全てのものを再生できる。
まさに、イドーラが言えば白いものでも黒くなってしまうのです。
 
想像ひとつでなんでも出来るので全てのものを破壊でき、世界をも一撃で焼き付くすことができる。
「イドーラの手ににかかれば破壊できないものはない」と言われている。
あらゆるものの思考や動きも読むことができ、どんな能力や攻撃も無効化することができる。

## 登場作品
ウォルター・C・デビルJr.『What Lurks Among the Dunes』『Predator』『Where Yidhra Walks』『The Barret Horror』（「THE BLACK SUTRA」ISBN 0978991117 所収）